# Риттер, Карл (географ)
Это статья о немецком географе. Статью о немецком дипломате см. Риттер, Карл (дипломат)
Карл Ри́ттер (нем. Karl Ritter; 7 августа 1779, Кведлинбург — 28 сентября 1859, Берлин) — немецкий географ, педагог, один из основоположников современной географической науки. Крупный специалист по древнему и новому Ирану.

## Биография
Карл Риттер родился в 1779 году в Кведлинбурге, Саксония, в академической семье. Был одним из шести детей. Отец Карла, доктор Ф. В. Риттер умер, когда ребёнку было два года. В возрасте пяти лет он был зачислен в школу Шнепфенталя Зальцмана, сосредоточенную на изучении природы. После завершения своего обучения, Риттер был представлен Бетман-Гольвегу, банкиру из Франкфурта. Банкир решил, что Риттер должен стать воспитателем детей Гольвега, и в то же время посещать университет в Галле за счёт своего патрона. Выполнение обязанностей наставника Риттер начал в 1798 году и работал так в течение пятнадцати лет. В то же время он начал основательно изучать географию. В 1798—1814 гг. Карл Риттер совершил несколько путешествий по Швейцарии, Савойе, Франции и Италии.
В 1819 году он получил место учителя истории во франкфуртской гимназии. С 1820 года и до смерти заведовал кафедрой географии Берлинского университета. В 1821 году защитил докторскую диссертацию. Помимо университета, читал лекции в близлежащем кадетском корпусе. Риттер путешествовал каждое лето, посетив все страны Европы, кроме Испании и России.

Риттер — иностранный почётный член Петербургской АН (с 1835 года). Автор фундаментального труда «Землеведение в отношении к природе и истории человечества» (нем. Die Erdkunde im Verhältniss zur Natur und zur Geschichte des Menschen; начат в 1817, при жизни Риттера вышло 19 томов, посвященных Азии и Африке). Много внимания уделял изучению географии России и Ирана. Развил сравнительный метод в географии, её аналитическую составляющую. Задачей географии он считал выявление связей и установление причин явлений и процессов природы, изучая её как целое. Риттер был сторонником географического поссибилизма — адаптации человеческого общества к природным условиям. Риттер пытался доказать определяющее влияние природы на судьбы народов и наций, что способствовало формированию геополитики. Риттер писал: 
Физико-географическое строение каждой страны является определяющим фактором исторического прогресса каждого народа.
 Он утверждал, что
География — это своеобразная физиология и сравнительная анатомия Земли: реки, горы, ледники и т. п. являются отдельными органами, каждый из которых имеет свои собственные функции, а так как физико-географическое основание является основой для развития общества, оно в качестве физической основы определяет ход жизни общества и человека.
Его концепция органической модели государства предусматривала необходимость так называемого «жизненного пространства» — «Lebensraum» для пространственного роста государственного образования. Соответственно, поглощение территории другого государства или народа, в том числе и насильственное, рассматривалось им как биологическая потребность государства в росте. Именно Риттер впервые ввёл в научный оборот термин «Lebensraum», впоследствии активно использованный Фридрихом Ратцелем.
Идеи Риттера во многом определили развитие географической мысли в XIX — начале XX века.
В 1857 году по представлению ИРГО ему был пожалован орден Св. Станислава 2-й степени.
Имя Риттера носит горный хребет в Наньшане, исследованный в 1879 году Н. М. Пржевальским и названный им в честь немецкого географа.

## Сочинения
- Землеведение Азии : география стран, находящихся в непосредственных сношениях с Россиею, то есть Китайской империи, Независимой Татарии, Персии и Сибири / [соч.] Карла Риттера; Пер. по поручению Русского географического о-ва с доп., служащими продолжением Риттерова труда для материалов, обнародов. с 1832 г. и сост. П. Семеновым, д. чл. Русского геогр. о-ва. — Санкт-Петербург : тип. Имп. Акад. наук, 1856—1874.